# Rock-Ola Manufacturing

Ancien design du logo de Rock-Ola Manufacturing Corporation.

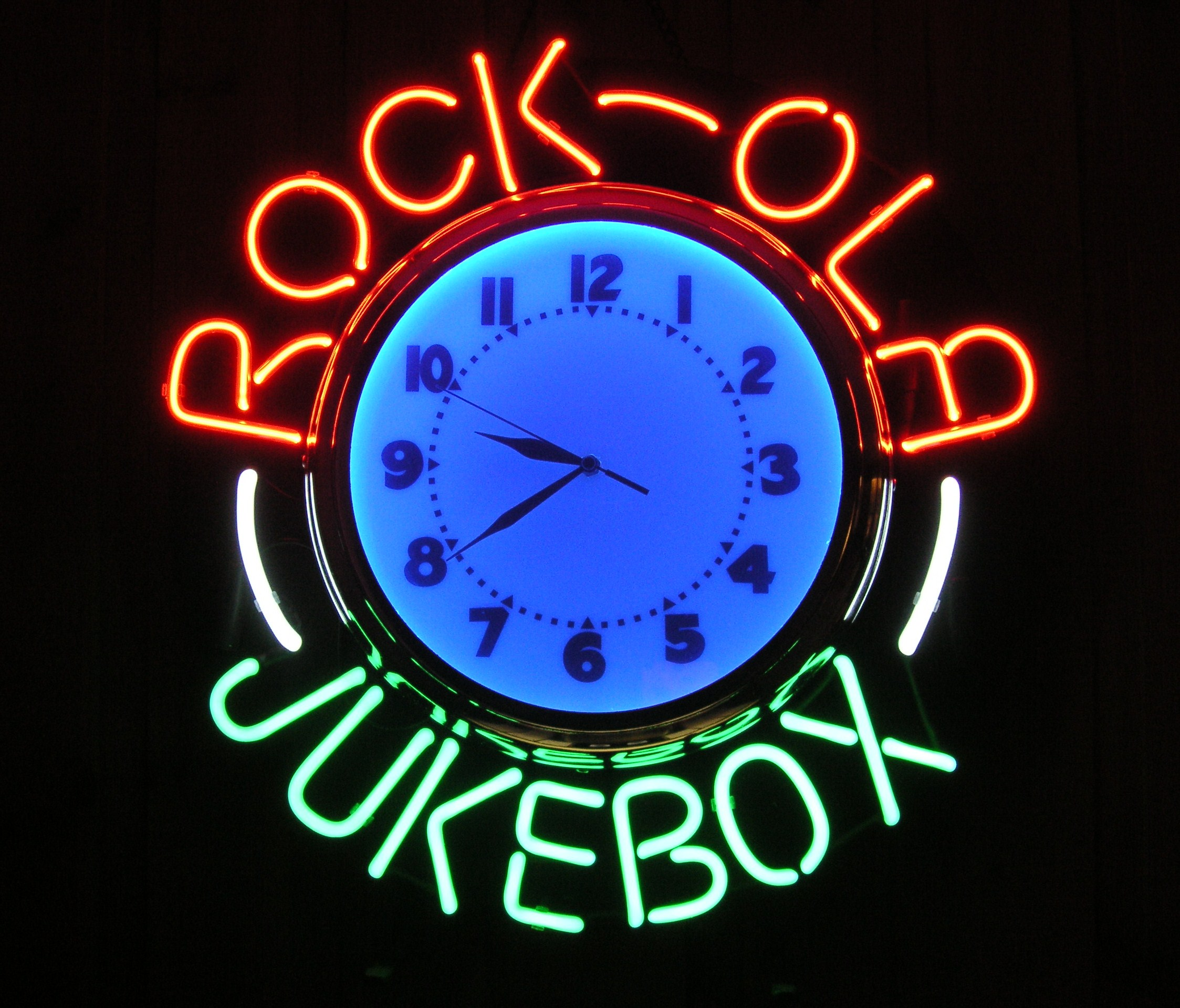
Enseigne au néon Rock-Ola autour d'une horloge.

Rock-Ola Manufacturing Corporation (ou Rock-Ola Mfg. Corp. ou simplement Rock-Ola) est une entreprise américaine fondée en 1927 par David Cullen Rockola et qui a exercé son activité dans le domaine du développement, de la fabrication et de la commercialisation de machines à sous, de flippers, de juke-box, de balances et plus tard, de jeux vidéo d'arcade, de parcmètres et de meubles,,,.

## Historique

### Années 1930
L'entreprise est née sous l'appellation Rock-Ola Scale Company en 1927 par David Cullen Rockola pour fabriquer des machines de divertissement avec monnayeur. Durant les années 1920, Rockola était liée avec le crime organisé à Chicago et a échappé à une peine de prison grâce à des témoignages contre ses complices. Rockola a rajouté le trait d'union parce que souvent les gens prononçaient mal son nom. L’appellation de l'entreprise a changé pour celle de Rock-Ola Manufacturing Corporation en 1932. L'entreprise traverse avec succès la Grande Dépression et élargit sa gamme de production en y incluant des meubles. À partir de 1935, Rock-Ola vend plus de 400 000 juke-box sous la marque Rock-Ola, près de deux décennies avant l'époque du rock 'n' roll , et qui pourrait avoir inspiré le terme[réf. nécessaire]. Durant les années 1930, Rock-Ola produit un grand nombre de flippers ainsi que des jeux d'arcade.

### Années 1940

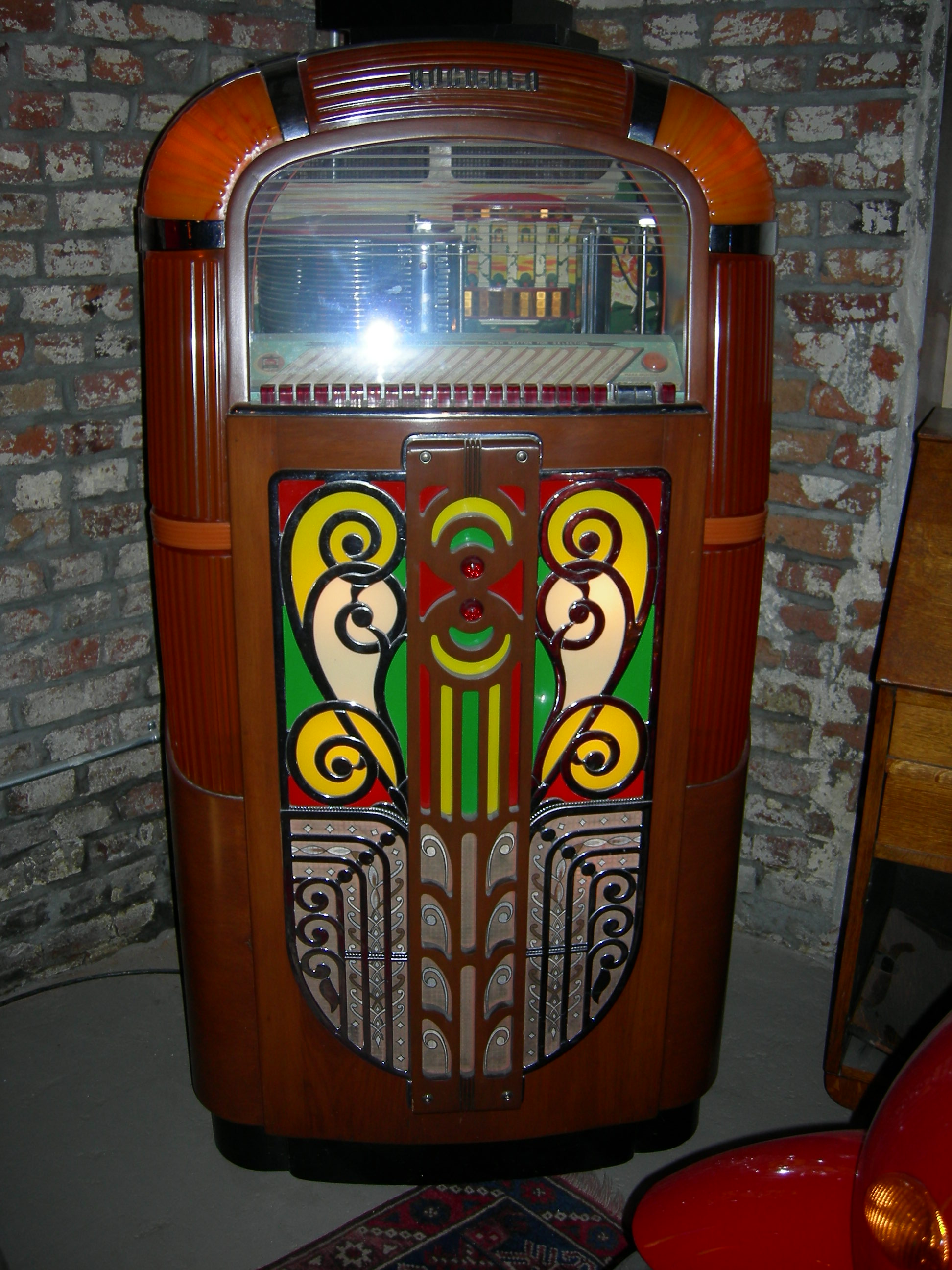
Juke-box Rock-Ola 1422 (1946).

Pendant la Seconde Guerre mondiale, Rock-Ola devient maître d'œuvre pour la production de la carabine M1 pour l'armée américaine. Rock-Ola usinait des platines, des canons, des culasses, des percuteurs, des extracteurs, des queues de détente et carters de gâchettes, des gâchettes, des volets coulissants, des cylindres de gaz et des plaques de recul. Rock-Ola utilise son usine de fabrication de meubles pour fabriquer des crosses, ainsi que des protège-mains pour sa propre production et pour d'autres entreprises, et sous-traite la production d'autres pièces usinées. Rock-Ola livre 228 500 carabines militaires à 58 dollars chacune avant que les contrats soient annulés le 31 mai 1944. Rock-Ola produit également une soixantaine de « carabines de présentation » comme cadeaux aux dirigeants d'entreprise et autres fonctionnaires. Les carabines de présentation ont été présentées avec une finition brillante bleue plutôt que la terne parkérisation utilisée sur les armes militaires. Elles étaient livrées dans une caisse en bois sur mesure, avec le nom du destinataire gravé sur une plaque de cuivre. Certaines des carabines de présentation n'avaient pas de numéros de série, tandis que d'autres ont été numérotées dans un ordre spécial, précédé par la mention « EX ». Les carabines de production militaires avaient des numéros de série dans la gamme suivante : (1,662,250 - 1,762,519 / 4,532,100 - 4,632,099 / 6,071,189 - 6,099,688 / 6,199,684 - 6,219,688). Le total de la production Rock-Ola était la moins importante de tous les entrepreneurs fabriquant des carabines, pour un total de 3,7% des 6 221 220 d'armes fabriquées. La rareté relative et le nom particulier ont augmenté la valeur des carabines Rock-Ola.

### Années 1950

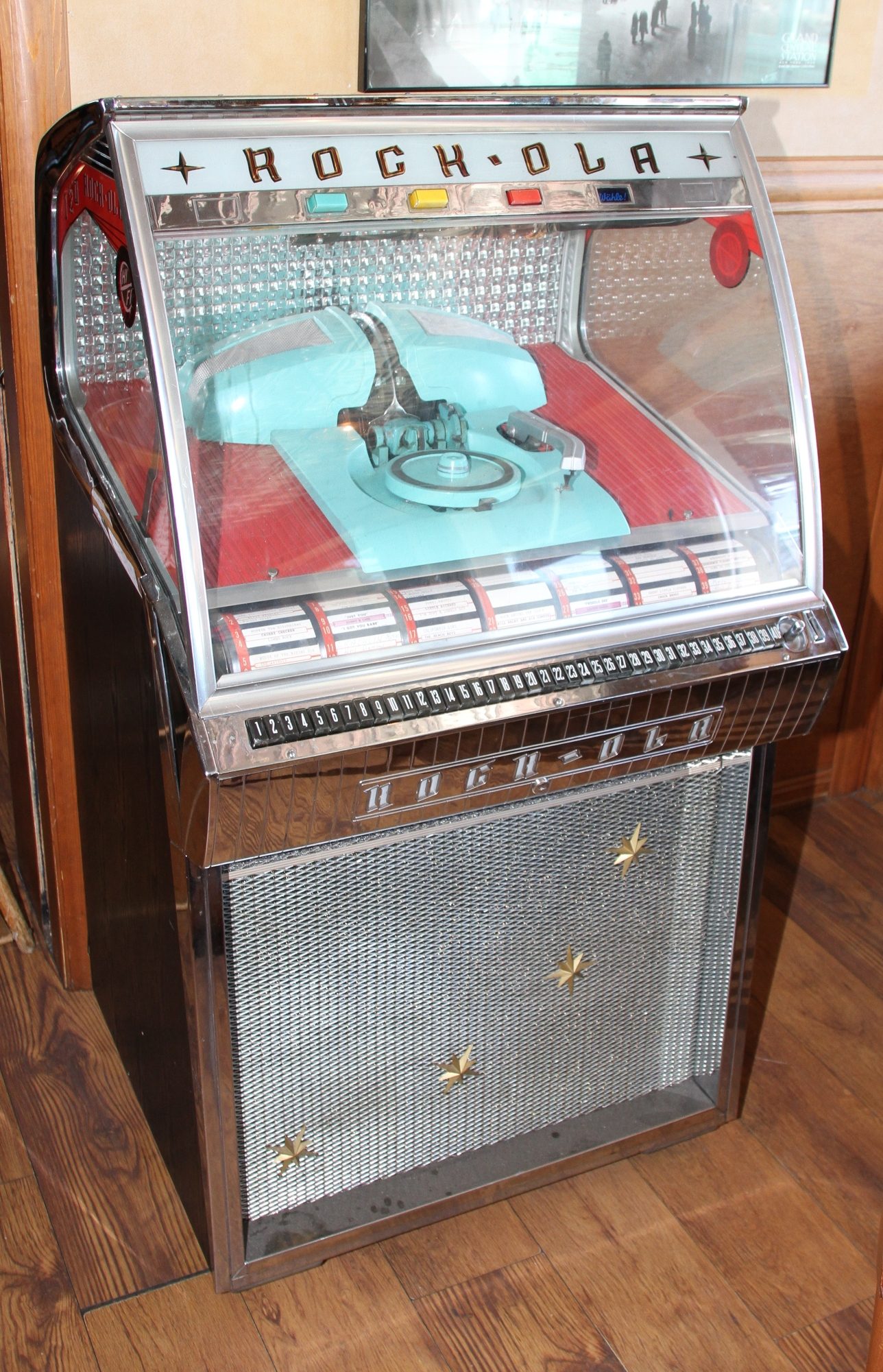
Juke-box Rock-Ola 1458 (1957–1958).

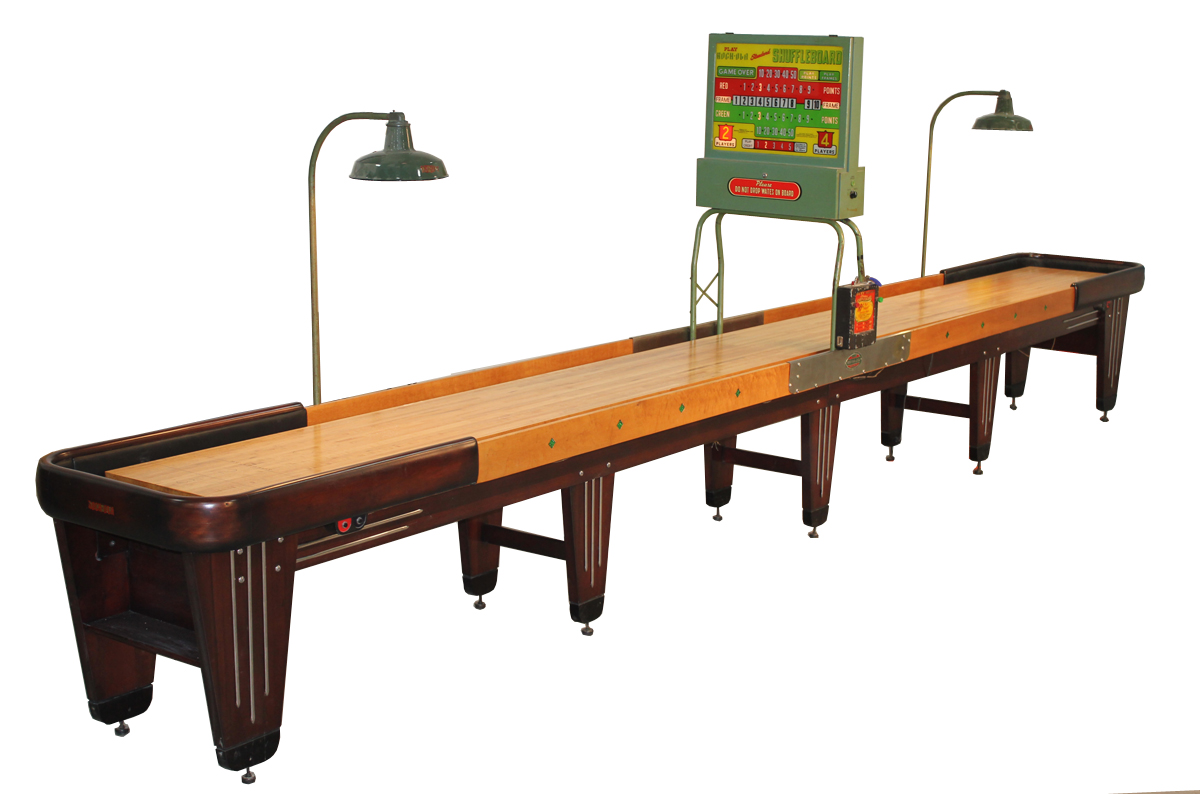
Un shuffleboard Rock-Ola.

Rock-Ola était également fabricant de tables de jeu à palets appelées shuffleboard à la fin des années 1950. Considérées par les collectionneurs comme la Cadillac des jeux de galets en raison de leur style Art déco avec des boiseries courbées et beaucoup de chrome, elles sont très prisées par les joueurs.
- Concernant les Jukeboxes, pendant toutes les belles, dynamiques et surtout tumultueuses coin-op années 1950 Rock-Ola Mfg va tenter sans véritable succès d'ailleurs, de rivaliser - tenter de contrer et de contenir l' Egémonie des Wurlitzer 45 trs 104 sélections avec ses propres models de 120 sélections 1448 (1955) 1454 (1956) 1455 (1957) mais les redoutables et séduisants Wurlitzer 1700 (1954) 1800 (1955) 1900 (1956) 2104 (1957)ne laisseront que peu d'espace et d'ouverture au Challenger Rock-Ola car les Wurlitzer models 2000 (Centenial 1956) et 2100 (1957) 200 sélections à pages tournantes (aujourd'hui les + recherchés et les + chers des Collectors)vont s'imposer et conclure magistralement les années 1950 tant par leur design que leur performances avec toujours la Magie du Nom de la marque que de l' Empreinte commerciale issue des années 1940's; Pour Rock-Ola, il faudra attendre l'arrivée sur le marché des models 1458 (1958/ 120 sélections) et surtout 1465 (1958/ 200 sélections)prémisses de l'avénement de la série des Tempo pour voir Rock-Ola Mfg lutter enfin a armes égales avec Wurlitzer et amorcer en 1959 un nouveaux tournant historique de la compétition entre les 2 grandes Marques grâce aux sublimes versions Tempo 1 (1959) et Tempo 2 (1960) aujourd'hui les jukeboxes les + recherchés par les Collectionneurs avertis.

### Années 1960

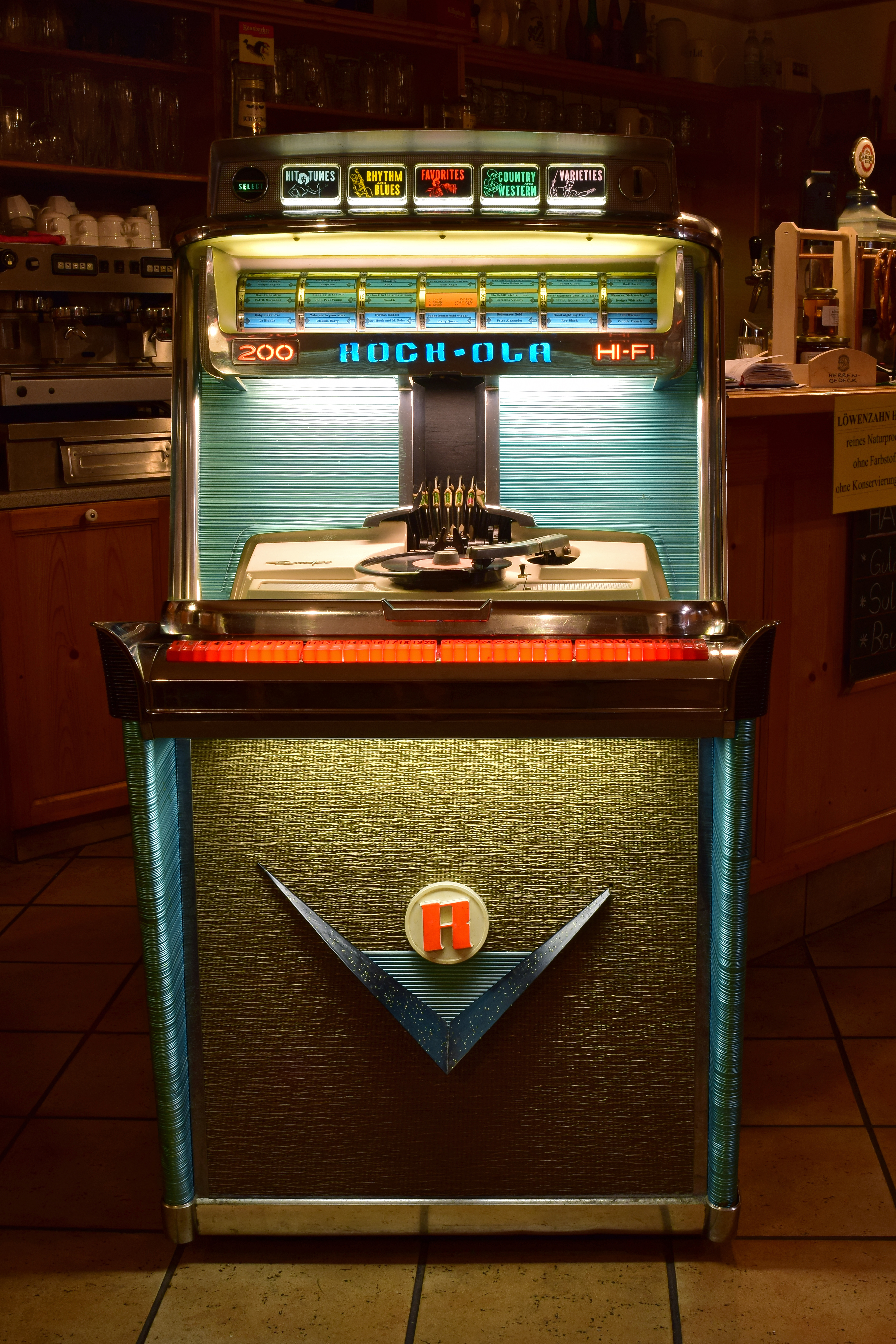
Rock-Ola Tempo 1/200 HI-FI (1959).

Le modèle de Rock Ola 1475 (200sélections) était reconnaissable par ses 5 touches situées sur le sommet de la machine. Chacune des touches déterminait un style de musique (Blues, Country, Jazz, etc.).
Le modèle de Rock Ola 1468 (120 sélections) n' en possédait que 3.

Chacune des touches permettait 40 sélections, d'où le total des sélections possible pour chaque machine.
- Dès la fin des années 1950's avec l' arrivée des magnificients models que furent les Tempo1/ 1959 1468 (120 selct) 1475 (200 selct)et les Tempo2/ 1960 1478 (120 selct) et 1485 (200 selct)inspirés du stylisme de Détroit Rock-Ola va enfin s'imposer et détroner l' Image immuablement sentimentale des Wurlitzer 2300 (1959) et 2400 (1960)car les performances techniques se valaient.

Rock-Ola Mfg enfoncera le Clou de la nouveauté avec ses 2 autres models que furent les Régis/1961 1488 (120 selct) et 1495 (200 selct) ainsi que les Empress/ 1962 1496 (120 selct) et 1497 (200 selct). today les Empress 200 sont difficiles à trouver.
De ces belles et grandes années pour Rock-Ola et toute la profession, même Seeburg l' autre Challenger US ne pourra pas rivaliser avec ses Doubles Channels model 221/1959 120 selct et model 222/1960 200 selct.
La 2e partie des années 60's va voir se dessiner une brutale rupture dans l' esthétisme et chez toutes les marques une profonde mutation vers ce que sera le stylisme des 70's avec des caisses plus classiques et conventionnelles façon " Bahut " avec porte-programme à plat masquant presque toute la mécanique.... jusqu'à la voir totalement disparaitre: Seuls la Musique, le Son et la Rentabilité comptent !
Comme pour les machines à café, le jukebox passe de la magie de l' Objet au statut d' outil de travail et de rapport pour les Cafetiers.

### Années 1970
En 1977, l'entreprise de Glenn Streeter Antique Apparatus Company située à Sherman Oaks près de Los Angeles, conçoit, redessine et refabrique les premiers modèles de juke-box Nostalgic. Au début, il s'agit en fait de Caisses d'anciens Wurlitzer 1015 / 1946 dans lequel astucieusement il intègre des mécaniques Rowe-Ami (ces jukeboxes Bubblers commercialisés pendant 12 ans sous le label A.A avec un mécanisme moderne pour 45T et beaucoup plus tard (1990) avec un lecteur de CD Philips, ne s'appellent pas encore des Rock-Ola.

### Années 1980

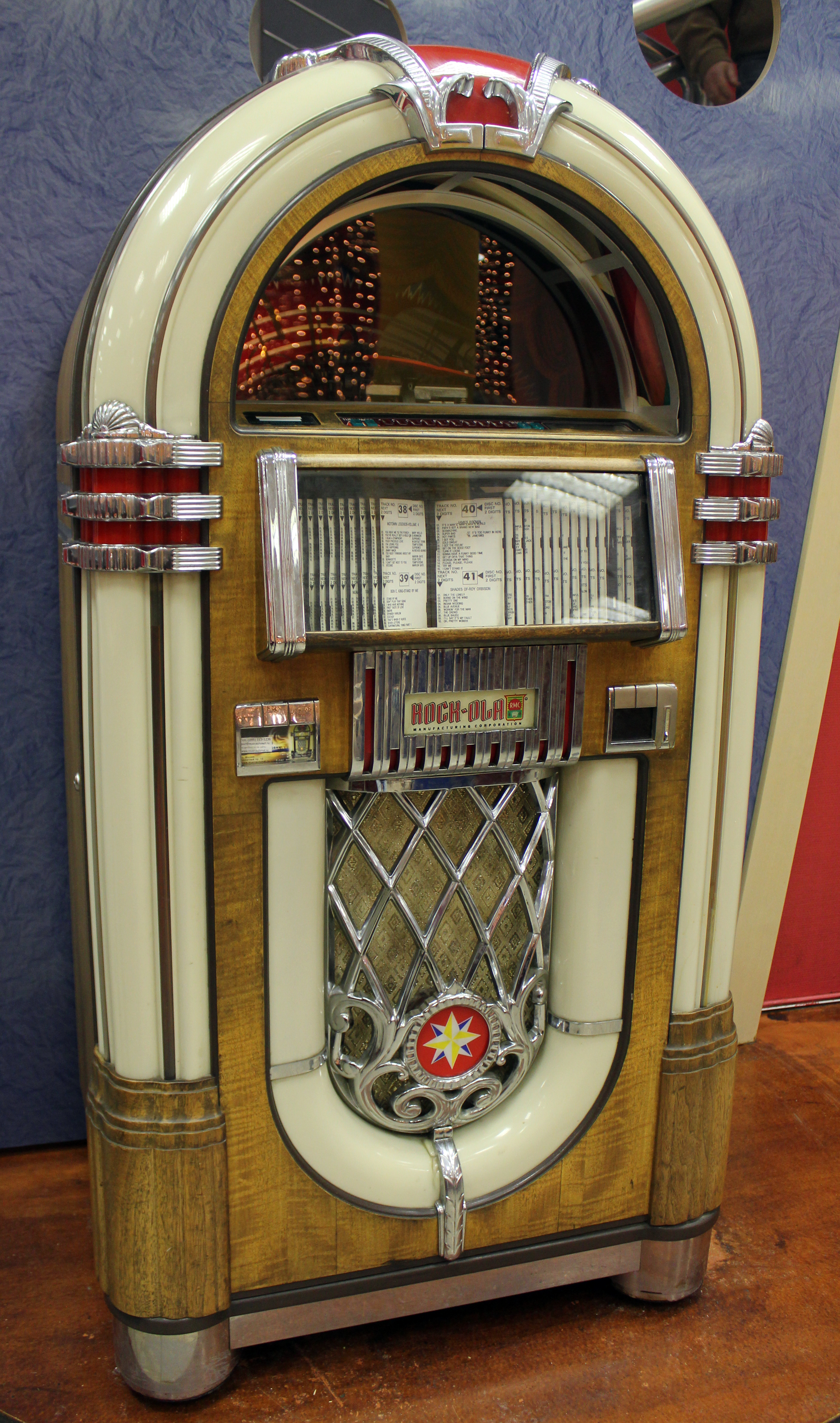
Juke-box Rock-Ola dans un McDonalds de Moscou.

#### Jeu vidéo
Comme plusieurs fabricants de juke-box, Rock-Ola produit et publie des machines de jeux vidéo pour salles d'arcade au début des années 1980. En 1973, lors de l'émergence des jeux vidéo, Seeburg se lance dans le secteur et rachète Williams Electronics (jusqu'à sa faillite en 1979), pourtant ni AMI (fusion de AMI et Rowe), ni Wurlitzer, ni Rock-Ola ne se lancent dans le secteur, mais dès le succès de Space Invaders en 1980, Rock-Ola entre dans l'industrie du jeu vidéo,,.
Rock-Ola crée une division jeu vidéo dirigée par le fils de Rock-Ola Donald Rockola puis débute dans l'industrie vidéoludique en 1980 sur plusieurs fronts. Rock-Ola entre en collaboration avec Cinematronics qui lui confie la production de Armor Attack et une version borne cocktail de Star Castle. En 1980, l'entreprise crée le système d'arcade Rock-Ola. Rock-Ola sort quelques jeux dessus mais, c'est SNK qui utilise principalement cette plate-forme en développant et commercialisant la majorité des jeux. L'entreprise a produit les jeux d'arcade comme Eyes de Techstar et Fantasy de SNK, le jeu le plus célèbre étant Nibbler.
Rock-Ola obtient la distribution du jeu Namco Warp Warp aux États-Unis en 1981, ainsi que Jump Bug, produit par Hoei sur Galaxian
En 1982, Rock-Ola utilise le système Vectorbeam de Cinematronics et crée les jeux Demon, QB-3, produit Pioneer Balloon et obtient les licence de Mermaid de Sanritsu. Rock-Ola produit Survival sur Phoenix en 1982 et Levers sur Galaxian en 1983. Rock-Ola a également développé Suzam est un jeu jamais achevé de type labyrinthe qui est resté à l'état de prototype.
Rock-Ola abandonne rapidement le secteur de l'industrie vidéoludique au moment du krach du jeu vidéo de 1983.

##### Liste de jeux vidéo
Rock-Ola a créé un peu plus d'une dizaine de jeux vidéo durant son histoire, :
- Armor Attack (1980)
- Demon (1982)
- Levers (1983)
- Mermaid (1982)
- QB-3 (1982)
- Rocket Racer (1983)
- Eyes (1982)
- Fantasy (1981)
- Jump Bug (1981)
- Nibbler (1982)
- Pioneer Balloon (1982)
- Star Castle
- Survival (1982)
- Warp Warp (1981)

### Années 1990
Antique Apparatus Company rachète la société Rock-Ola Corporation et la marque en 1992. L'entreprise déménage et s'installe dans des locaux tout neufs à Torrance en Californie, et fabrique divers juke-box commerciaux et des versions destinées à l'usage privé de la maison. Les juke-box commerciaux disposent d'écrans tactiles, des amplis de puissance Peavey et des services de téléchargement de musique numérique et de contenu publicitaire, via le réseau AMI. Aujourd'hui, Rock-Ola Mfg est le dernier grand fabricant US qui continue à fabriquer des juke-box CD de style de la gamme Nostalgic Bubbler et a également rajouté la technologie d'avant-garde à écran tactile numérique sur ces Music Centers pour le marché privé. En plus de ses célèbres versions Jack-Daniel & Harley-Davidson, Rock-Ola Mfg a également introduit récemment une version " DeLuxe " finition Glossy Black ou White finish pour ses Bubblers 100 CD ou Music-Centers / MP3. Très élégants pour la maison et les Salons privés, ce sont les modèles les mieux finis, les plus performants et les plus aboutis du marché du jukebox rétro.
C'est d'ailleurs grâce à la qualité et la réputation de ses Jukeboxes que Wurlitzer connaîtra une forte concurrence et pressions commerciales ainsi que de sérieuses difficultés commerciales en Europe comme aux USA et devenues ensuite financières dès 2006 / 2008.

### Années 2000
La gamme Rock-Ola de Nostalgic Music Centers est introduite en 2006 sur l' ensemble de tous les models. Deux nouveaux mini modèles de centres de musique, le « Mystic » et le « Q » ont été commercialisés entre 2008 jusqu'en 2012.
EN 2009, la branche commerciale (Operators) de Rock-Ola Manufacturing Corp. est rachetée par AMI Entertainment Network Inc..
La même année, sous l'impulsion de son Représentant en France Rock-Ola Mfg a planifié, restructuré et intensifié sa pénétration sur tout le marché Européen avec essentiellement un réseau de revendeurs professionnels connus tant en Belgique - Hollande & Germany.
Après 80 ans d'une féroce compétition, Rock-Ola Mfg prendra définitivement le meilleur sur Wurlitzer avec la disparition de Wurlitzer en 2013.